# Sant Esteve de Valldoriola
Sant Esteve de Valldoriola és una església del municipi de Sagàs (Berguedà) inclosa en l'Inventari del Patrimoni Arquitectònic de Catalunya.

## Descripció
L'església de Sant Esteve de Valldoriola té una sola nau amb una sagristia oberta al mur del presbiteri, a tramuntana. Orientada a llevant, té un senzill campanar d'espadanya a ponent. La porta, d'arc de mig punt i amb dovelles regulars, està orientada a migdia. Està coberta a dues aigües i té el carener paral·lel a la façana principal. Decorada interiorment amb una senzilla estilització floral a l'altar i una decoració geomètrica a la resta de l'edifici.
L'església de Sant Esteve de Valldoriola té els orígens en l'època medieval (baixa edat mitjana) però fou modificada i ampliada al s. XVIII. La llinda de la porta de la sagristia esmenta la data de 1701.